# 佐野市立あそ野学園義務教育学校
佐野市立あそ野学園義務教育学校（さのしりつ あそのがくえんぎむきょういくがっこう）は、栃木県佐野市戸室町にある公立の義務教育学校。

## 概要
- 本校は、小学校から中学校までの義務教育を一貫して行うことにより、学校教育制度の多様化や弾力化を推進する事と、いわゆる「中1ギャップ」の解消を目的に開校した。

## 沿革
- 2020年（令和2年）
  - 4月1日 - 佐野市立田沼西中学校とその周辺の6校（佐野市立飛駒小学校、佐野市立下彦馬小学校、佐野市立閑馬小学校、佐野市立山形小学校、佐野市立戸奈良小学校、佐野市立三好小学校）を統合し開校。校舎は田沼西中学校の校舎を一部改装して使用する[1]。
  - 4月8日 - 最初の始業式挙行。ただし、新型コロナウイルス感染拡大の影響で、各教室で放送による式挙行となった。
  - 4月10日 - 第1回入学式を、新型コロナウイルス感染対策を行った上で、通常通り挙行。
  - 9月17日 - 体育館にて、『校歌額』の除幕式挙行。
- 2021年（令和3年）
  - 3月11日 - 第1回卒業式挙行。最後の卒業生は、9年生（中学3年生相当）90名。
  - 3月23日 - 第1回前期課程修了式（小学校卒業式相当）挙行。
  - 3月24日 - 最初の修了式挙行。
  - 3月31日 - 最初の離任式挙行。

## 特色
- 本校の特色は田沼西中時代から続く伝統あるマスゲームであり、今もなお続いている。灼熱の太陽の中、熱中症も気にせずに練習を行う。

## 部活動
- 野球部
- 陸上競技部
- サッカー部
- ソフトテニス部
- バスケットボール部
- バレーボール部
- 卓球部
- 剣道部
- 柔道部
- 吹奏楽部
- 美術・園芸部
- 駅伝部（特設）
- 合唱部（特設）

## アクセス
- 最寄りは田沼駅から佐野市生活路線バス『さーのって号』野上線（事前登録制＆デマンド運行）「あそ野学園入口」バス停下車後、徒歩約250m・約4分。
- 一般的には佐野駅か葛生駅から佐野市生活路線バス 田沼葛生線（乗合バス）「田沼行政センター」バス停より約600m、徒歩約9分。

## 周辺
- あわしま堂